# Bruno Gama
Bruno Alexandre Vilela Gama (ur. 15 listopada 1987 w Vila Verde) – portugalski piłkarz, występujący na pozycji pomocnika.

## Kariera piłkarska

### Kariera klubowa
Wychowanek klubu SC Braga, w barwach którego zadebiutował w lidze w wieku 16 lat w meczu z União Leiria. Występował w klubach Sportingu Braga, FC Porto, Vitorii Setubal i Rio Ave FC. Od lata 2011 roku był zawodnikiem hiszpańskiego klubu Deportivo La Coruña. 17 sierpnia 2013 przeszedł do ukraińskiego Dnipra Dniepropetrowsk. 10 czerwca 2016 powrócił do Deportivo La Coruña. W lutym 2018 przeszedł do AD Alcorcón. 13 sierpnia 2018 przeniósł się do Arisu.

### Kariera reprezentacyjna
Od 2002 do 2010 roku bronił barw juniorskich reprezentacji różnych wiekowych grup oraz młodzieżowej reprezentacji Portugalii. Uczestnik Mistrzostw Świata U-20 rozgrywanych na boiskach Kanady.

## Sukcesy i odznaczenia

### Sukcesy reprezentacyjne
- mistrz Europy U-17: 2003

### Sukcesy klubowe
- zdobywca Pucharu Ligi Portugalskiej: 2008
- mistrz II ligi Portugalii: 2012

### Sukcesy indywidualne
- król strzelców Mistrzostw Europy U-17: 2004
- wybrany do All-Star Team Mistrzostw świata U-20: 2007
- najlepszy młody piłkarz miesiąca Primeira Liga: styczeń 2009, maj 2009